# Boi de Zamora
Baldiri o Boi de Zamora, anomenat en castellà San Boal, és un sant llegendari, probablement inexistent, venerat a les terres de Zamora. La seva llegenda deriva de la difusió del culte a Sant Baldiri de Nimes.
El nom castellà Boal també deriva del Baudilius llatí. La devoció al sant de Nimes en la litúrgia mossàrab sembla venir de la difusió de relíquies a l'època visigòtica, que van estendre'n el culte per l'antic regne de Castella: monestirs com el de San Baudelio de Berlanga en serien testimonis. Amb el temps, a banda de la tradició del sant màrtir de Nimes, s'anà conformant una tradició castellana que feia de Sant Baldiri (conegut com a Baudelio o Boal) un sant nascut a Manzanal del Barco (Zamora), i que va ser martiritzat, amb la seva germana Justa i altres companys cristians, durant la persecució de Dioclecià a la riba del riu Esla. El seu cos va ser sepultat a l'església de San Torcuato de Zamora, on es venera. La festa n'és també el 20 de maig.

## Llegenda de Sant Boal
Boal era un nen entremaliat que anava per mal camí. Un dia va robar una parella de bous i un carro, i Déu li parlà i li recriminà la seva vida. Boal, penedit, retornà els bous i canvià de vida; des de llavors, va fer el bé i pregava contínuament: cada cop que sentia repicar una campana, s'agenollava i pregava. Va construir un hospital i un alberg per a pelegrins i viatgers, i amb una barca els ajudava a travessar l'Esla.
Un dia que portava llenya des de l'altra banda del riu, en ser al mig del corrent, va sentir les campanes. Boal sortí de la barca per a agenollar-se i pregar, tot i que l'aigua era gelada i no sabia nedar. Les aigües, miraculosament, s'apartaren per tal de deixar que el noi pregués sense mullar-se. Una patrulla romana hi passava i, en veure'l, van matar-lo amb una llança de quatre puntes, deixant-hi el cos.
En morir, totes les campanes de la regió van començar a tocar soles, i la gent va sortir per veure què passava: en veure el cos de Boal, encara voltat per les aigües retingudes, van entendre el miracle i es van convertir al cristianisme. Van posar el cos a un carro tirat per bous i aquests, sense que ningú els guiés, el van conduir fins a Zamora, a l'església de Sant Torquat, d'on no van voler moure's més. Interpretat com un senyal diví, van enterrar-hi el cos, on encara és avui.